# Kanadukathan
Kanadukathan là một thị xã panchayat của quận Sivaganga thuộc bang Tamil Nadu, Ấn Độ.

## Nhân khẩu
Theo điều tra dân số năm 2001 của Ấn Độ, Kanadukathan có dân số 4795 người. Phái nam chiếm 50% tổng số dân và phái nữ chiếm 50%. Kanadukathan có tỷ lệ 74% biết đọc biết viết, cao hơn tỷ lệ trung bình toàn quốc là 59,5%: tỷ lệ cho phái nam là 80%, và tỷ lệ cho phái nữ là 67%. Tại Kanadukathan, 10% dân số nhỏ hơn 6 tuổi.